# Zelda Rubinstein
Zelda Rubinstein (n. 28 mai 1933, Pittsburgh, Pennsylvania, SUA – d. 27 ianuarie 2010, Los Angeles, California, SUA) a fost o actriță americană, protagonistă a filmului Poltergeist din 1982.

## Filme
- Under the Rainbow (1981)
- Poltergeist (1982)
- Frances (1982)
- A Chip of Glass Ruby (1983)
- Sixteen Candles (1984)
- Poltergeist II: The Other Side (1986)
- Anguish (1987)
- Poltergeist III (1988)
- Vraja dragostei (1989)
- Guilty as Charged (1991)
- National Lampoon's Last Resort (1994)
- Timemaster (1995)
- Lover's Knot (1996)
- Little Witches (1996)
- Critics and Other Freaks (1997)
- Mama Dolly (1997)
- Sinbad: The Battle of the Dark Knights (1998)
- Frank in Five (1999)
- Maria & Jose (2000)
- Wishcraft (2002)
- The Wild Card (2004)
- Cages (2005)
- Angels with Angles (2005)
- Unbeatable Harold (2006)
- Southland Tales (2006)
- Behind the Mark: The Rise of Leslie Vernon (2006)